# Schlafstadium
Schlafstadium ist in Schlafforschung und Schlafmedizin ein Begriff zur Einteilung des Schlafes. Die einzelnen Schlafstadien haben charakteristische Merkmale in der elektrischen Aktivität des Gehirns und sind messtechnisch erfassbar und abgrenzbar. Sie haben im ultradianem Schlafzyklus in Abfolge und Umfang Bedeutung für physiologische Erholungsprozesse, emotionales Befinden sowie Lern- und Gedächtnisprozesse.
Schlaf wird zunächst in die beiden Formen REM-Schlaf und Non-REM-Schlaf (auch NREM-Schlaf genannt) unterteilt. Der REM-Schlaf wird als Stadium R bezeichnet. Der NREM-Schlaf wird als Stadium N bezeichnet und weiter unterteilt in die Stadien N1, N2 und N3.
Diese Nomenklatur geht auf eine Veröffentlichung der American Academy of Sleep Medicine aus dem Jahr 2007 zurück.
Die Zuordnung von zeitlichen Abschnitten des Schlafs zu den Schlafstadien geschieht bei der Auswertung der mittels Polysomnographie durchgeführten Untersuchung und dient der Bewertung des Schlafs im Rahmen der Diagnose von Schlafstörungen. Die Darstellung erfolgt im Schlafprofil (Hypnogramm). In diesem Zusammenhang wird die Bezeichnung Stadium W verwendet, die für den Wachzustand steht.
Eine frühere Nomenklatur geht auf eine Veröffentlichung von Allan Rechtschaffen und Anthony Kales aus dem Jahr 1968 zurück. Dort wurde der NREM-Schlaf in vier Stadien unterteilt, zwei Leichtschlafstadien und zwei Tiefschlafstadien. Die beiden Tiefschlafstadien werden nun als Stadium N3 zusammengefasst.